# Tim Abdullah Khan

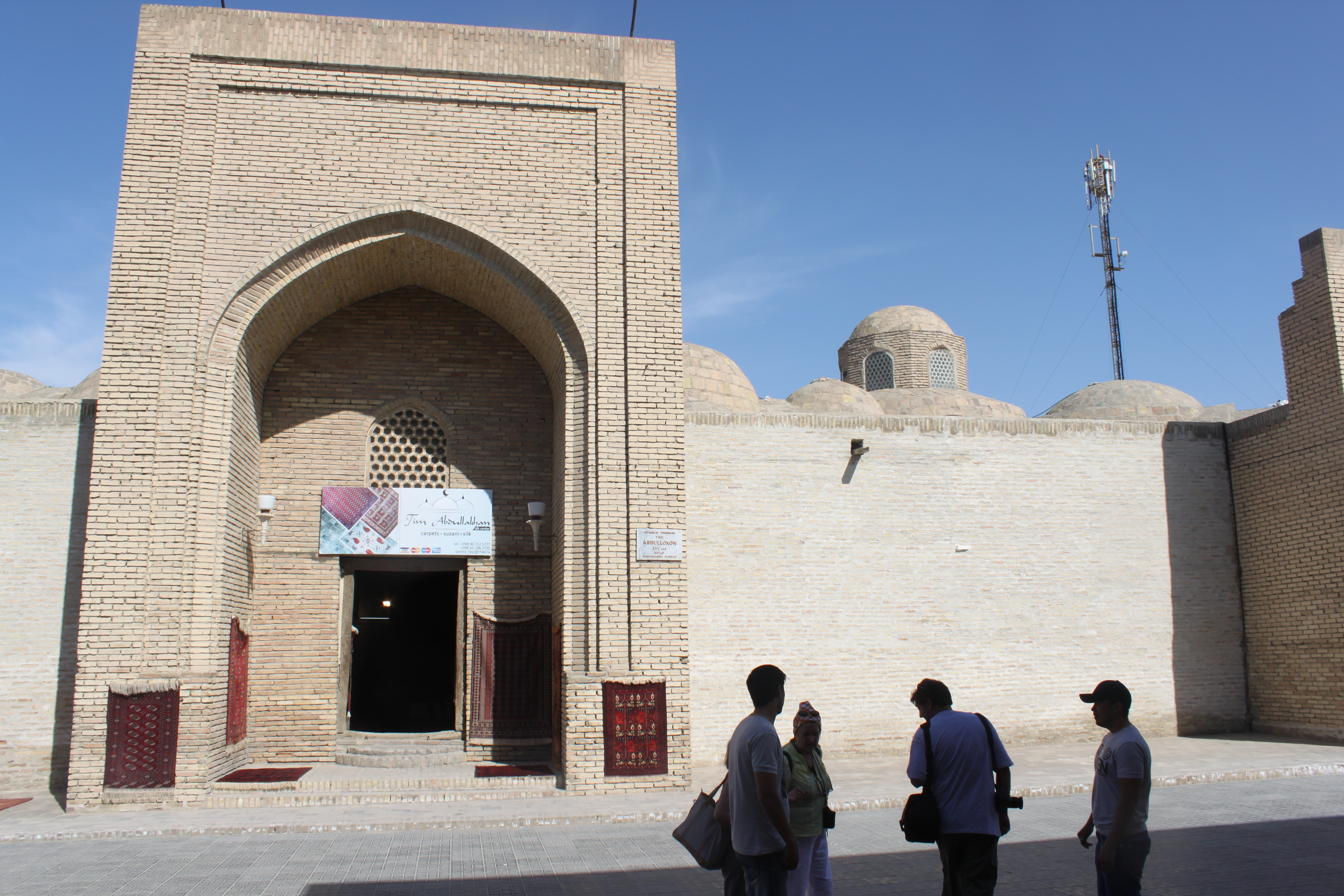
Tim Abdullah Khan

Der Tim Abdullah Khan ist ein Tim (Ladenpassage) in der usbekischen Stadt Buxoro.

## Lage
Der Tim liegt im historischen Zentrum von Buxoro direkt südwestlich der Abdulaziz-Khan-Madrasa und etwa 100 m südlich des Toqi Zargaron. Anders als die Kuppelbasare (Toqi) liegt er nicht mitten in einer Straßenkreuzung, sondern seitlich an der Khakikat-Straße.

## Geschichte
Der Tim Abdullah Khan wurde 1577 unter Abdullah II., dem späteren Usbeken-Khan, errichtet und nach ihm benannt. Er wurde auch "Tim-i Kalon" (der große Tim) genannt. Der Tim beherbergte 59 Geschäfte für Teppiche und Stoffe, insbesondere Seidenstoffe, und neben anderem werden diese Waren dort weiterhin angeboten.

## Beschreibung
Der Tim ist über einem quadratischen Grundriss mit einer Seitenlänge von etwa 40 m erbaut. Seine drei Eingänge liegen alle auf der Westseite an der Straße. Die große zentrale Kuppel ruht auf einem Tambour, durch dessen Fenster Licht in das Gebäude fällt. Sie ist von kleineren Kuppeln mit Lichtschlitzen umgeben.